# Euplexia bryochlora
Euplexia bryochlora là một loài bướm đêm trong họ Noctuidae.